# Prowadnica ślizgowa

Przykład prowadnicy z walcowymi elementami prowadzącymi

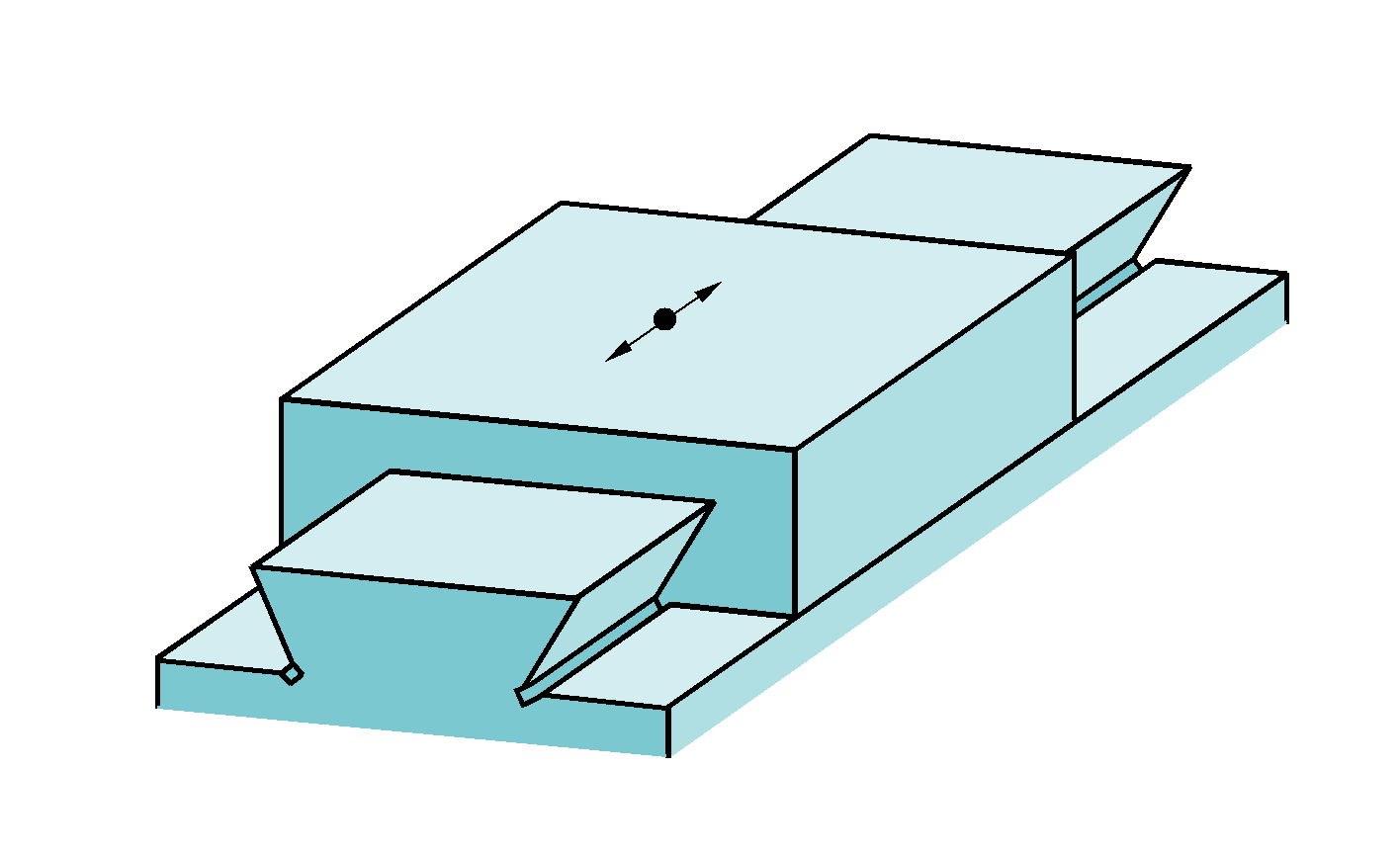
Prowadnica pryzmatyczna typu jaskółczy ogon

Prowadnica ślizgowa (techn.) – rodzaj prowadnicy, w której pomiędzy powierzchniami prowadzącymi występuje tarcie ślizgowe.
Prowadnice ślizgowe, ze względu  na kształt powierzchni prowadzących, można podzielić na:
- prowadnice walcowe – powierzchnia prowadząca ma kształt walcowy
- prowadnice pryzmatyczne – powierzchnie prowadzące są fragmentami płaszczyzn
- prowadnice kształtowe